# Campoplex incidens
Campoplex incidens är en stekelart som beskrevs av Julius Theodor Christian Ratzeburg 1844. Campoplex incidens ingår i släktet Campoplex och familjen brokparasitsteklar. Inga underarter finns listade.